# Amphipyra fusca
Amphipyra fusca là một loài bướm đêm trong họ Noctuidae.